# Stadtkirche Zofingen

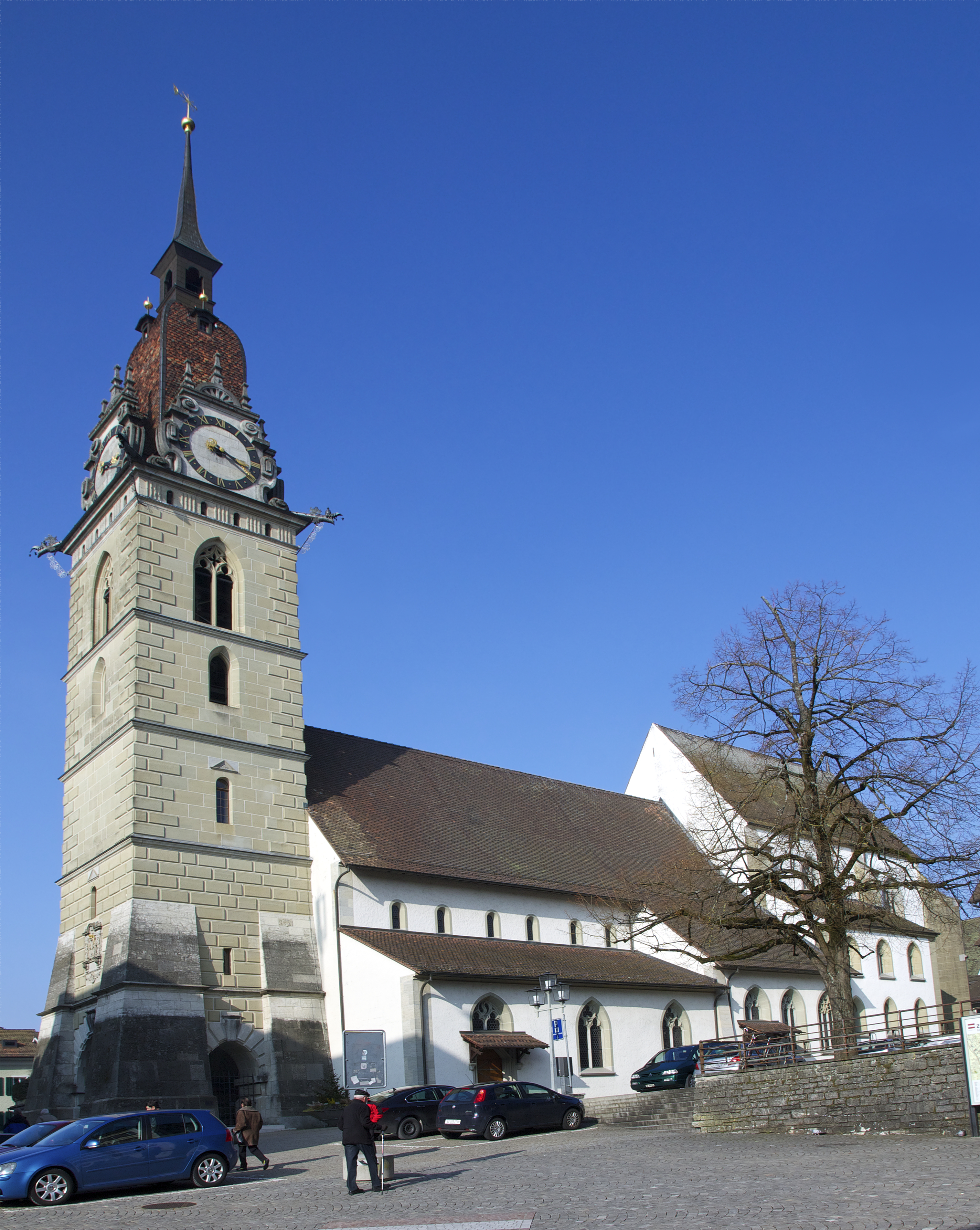
Stadtkirche

Die Stadtkirche Zofingen ist ein reformiertes Kirchengebäude in Zofingen im Schweizer Kanton Aargau. Die dreischiffige Basilika im romanisch-gotischen Stil gilt als Wahrzeichen der Stadt. Das heutige Kirchengebäude geht auf die Gründung eines Chorherrenstifts durch die Frohburger Ende des 11. Jahrhunderts zurück, das dem Heiligen Mauritius geweiht war. Vorgängerbauten lassen sich bis ins frühe 7. Jahrhundert nachweisen. Im Zuge der Reformation im Jahr 1528 wurde das Chorherrenstift aufgelöst. Heute ist die Stadtkirche im Besitz der Evangelisch-reformierten Kirchgemeinde Zofingen, die Teil der Reformierten Landeskirche Aargau ist.

## Geschichte
Um das Jahr 600 entstand in Zofingen eine Urpfarrei, die sich bald zum religiösen Zentrum der Region entwickelte. Aus dieser Zeit stammt die erste Pfarrkirche. Bei Grabungen in den Jahren 1979 und 1980 stiessen Archäologen auf zwei Steinkistengräber. Mit hoher Wahrscheinlichkeit waren in der ersten Hälfte des 7. Jahrhunderts die beiden Stifter der ersten Kirche darin beigesetzt worden, ein adliges alemannisches Ehepaar. Während das Grab des Mannes später ausgeräumt wurde, blieb das Grab der Frau unversehrt, mitsamt Beigaben in Form von kostbarem Goldschmuck im langobardischen Stil.
Im 11. Jahrhundert begann der Bau eines neuen Kirchengebäudes, wobei man um die frühmittelalterliche Kirche eine einschiffige Saalkirche baute. Kurz vor der Vollendung des Chors kam es jedoch zu einer grundlegenden Planänderung. Diese stand im Zusammenhang mit der Aufwertung der Pfarrei zu einem dem Heiligen Mauritius geweihten Chorherrenstift. Mit diesem Schritt versuchten die Grafen von Frohburg, ihre Herrschaft zu festigen. Das Stift dürfte gegen Ende des 11. Jahrhunderts gegründet worden sein, die erste urkundliche Erwähnung erfolgte im Jahr 1201. Der gewachsenen Bedeutung entsprechend wurde die Kirche zu einer dreischiffigen Basilika ausgebaut, wobei man den Chor von der früheren Saalkirche übernahm. Unter dem Chor entstand eine Krypta mit Vorraum.
In den Jahren 1317 bis 1344 wurde die Kirche in mehreren Etappen umgebaut und mit gotischen Elementen ergänzt. Dazu gehörten ein neuer Chor, die nördliche Mittelschiffswand und das anschliessende Seitenschiff. Hinzu kam die Umgestaltung des Querschiffs. Der Stadtbrand von 1396 richtete grosse Schäden an, deren Behebung wegen Geldmangels mehrere Jahrzehnte in Anspruch nahm. Der baufällige Chor musste zwischen 1514 und 1518 abgebrochen und komplett neu errichtet werden, weshalb man auch die Krypta zuschütten musste.
Die verarmten und in mehrere Linien aufgeteilten Frohburger verkauften das Chorherrenstift in den 1290er Jahren an die Habsburger, welche die bisherigen Rechte des Stiftes bestätigten. Nach der Eroberung des Aargaus im Jahr 1415 ging die Schirmherrschaft an Bern über. Ab 1461 begannen die Berner, Privilegien und Einfluss des Stiftes allmählich zurückzudrängen. Ab 1527 war das Stift der Gerichtsbarkeit und der Steuerhoheit der Stadt Zofingen unterstellt. Ein Jahr später erfolgte im Zuge der Reformation die Auflösung des Chorherrenstifts. Von Bern eingesetzte Stiftsschaffner verwalteten bis 1798 die umfangreichen Güter, wobei die Erträge der Pfarrei Zofingen, der Schule und dem Armenwesen zugutekamen.
Ein Jahr nachdem ein Sturm den Kirchturm beschädigt hatte, wurde er 1646 abgebrochen und bis 1649 neu erbaut. Bereits 1655 mussten die Turmfundamente verstärkt werden. Stiftsgut und Kollatur gelangten 1803 in den Besitz des neu gegründeten Kantons Aargau, 1907 an die Kirchgemeinde. 1860 wurde der Lettner abgebrochen. Bei Erneuerungsarbeiten legte man 1911/12 die romanische Krypta nach vier Jahrhunderten wieder frei. Die letzte grundlegende Renovation, sowohl innen als auch aussen, erfolgte von 1976 bis 1986.

## Gebäude
Die Stadtkirche steht in west-östlicher Richtung in der Mitte der Zofinger Altstadt zwischen Kirchgasse, Vorderer Hauptgasse und Marktgasse; südlich vorgelagert ist der Kirchplatz. Im Grundriss klar erkennbar sind die Bauepochen. Das Langhaus geht auf die romanische Anlage zurück, spätgotisch sind die beiden an der nördlichen Längsseite Kapellen, der Chor an der Ostseite und der Kirchturm im Westen. Von Süden her erkennbar ist die romanische Gliederung des Kirchenschiffs in Hoch-, Seiten- und Querschiff. Ebenfalls romanisch ist zum Teil die Eckquaderung des Mauerwerks, das ansonsten verputzt ist. Allen Gebäudeteilen gemeinsam sind einheitliche Spitzbogenfenster aus dem 15. und 16. Jahrhundert. Die Türstürze weisen zum Teil ornamentale Muster auf.
Im Innern ist die Abgrenzung des Mittelschiffs ungleich. Nach Norden stehen vier schmale spätgotische Spitzbögen auf polygonalen Pfeilern, nach Süden drei breitere romanische Rundbögen auf viereckigen Pfeilern mit Kämpferprofil. Den Übergang zum Querschiff bildet ein Spitzbogen aus roten Backsteinen auf romanischen Pfeilern. Die mit Gips verkleidete Decke von 1732 ist mit Mustern im Régencestil verziert, im Bereich des Mittelschiffs ist ein Zofinger Wappen angebracht. Ein spitzer Chorbogen auf unprofilierten Pfeilern führt zum zweijochigen Chor. Dieser ist unterteilt in den viereckigen Vorchor zwischen den beiden Sakristeien und dem Chorhaupt mit drei Ackteckseiten. Vom Chor aus gelangt man in die wiederhergestellte Krypta mit einem Hauptraum und einem westlich vorgelagerten Nebenraum. Erkennbar sind die Standorte dreier früherer Altäre.
Der Kirchturm besteht aus gelbem Sandstein, ergänzt durch Mägenwiler Muschelkalk und Tuffstein. Er wird durch Gurtgesimse in fünf Stockwerke unterteilt, wobei die beiden unteren Stockwerke rustiziert sind. Ein Gesims mit kupfernen Wasserspeiern und ein triglyphenartiger Fries schliessen den Turm ab. Darüber erhebt sich ein geschweifter Zwiebelhelm, umgeben von Uhrgiebeln, der in einen schlanken Spitzhelm übergeht. Dem Zofinger Vorbild nachempfunden sind der Südturm der Stadtkirche von Winterthur und der Turm des Rathauses von Lenzburg.

## Ausstattung
In der nördlichen Sakristei, der heutigen Taufkapelle, wurde 1913 ein Kreuzigungsbild in Form eines Freskos freigelegt. Dargestellt werden der gekreuzigte Jesus, Maria und den Apostel Johannes vor einer Landschaft. Das auf 1518 datierte und wahrscheinlich von Bartlome Schürmann stammende Werk ist in grossem Masse der zehn Jahre zuvor entstandenen Kupferstichpassion von Albrecht Dürer nachempfunden. Auf den Stützbögen in der Krypta sind Wandmalereien aus der ersten Hälfte des 14. Jahrhunderts zu finden, sie sind aber lediglich in Fragmenten erhalten geblieben.
Besonders sehenswert ist das mittlere Chorfenster, das aus der Zeit um 1400 stammt. Es ist in zwölf Bildfelder unterteilt, die sich auf drei Lanzette verteilen. Die beiden mittleren Querstreifen stellen die Kreuzigung dar, der unterste die Grablegung und Auferstehung, der oberste Baldachine mit Architekturfragmenten. An den schrägseitigen Fenstern des Chorabschlusses sind sechs Kabinettscheiben angebracht. Es handelt sich um Geschenke von Chorherren und geistlichen Körperschaften anlässlich der Erweiterungsbauten von 1518. Ursprünglich befanden sie sich in der nördlichen Seitenkapelle und wurden 1879 hierher versetzt. Je drei Scheiben stammen von Niklaus Herport aus Luzern und von Hans Funk aus Bern.
Aus dem Jahr 1651 stammt der Taufstein. Der achteckige Kelch aus schwarzem Marmor mit balusterförmigem Fuss auf geschweifter Sockelplatte wurde zur Erinnerung an den Kirchturmbau gestiftet und steht seit 1706 vor dem Chorbogen. 1630/31 entstand die Kanzel, ein reich geschnitzter polygonaler Korb aus Eichenholz, der auf kannelierten Ecksäulen ruht. Das dreiteilige Chorgestühl stammt aus der Zeit des Umbaus von 1518, es weist flache und plastische Schnitzereien auf.
Orgeln
1984 wurde in der Kirche eine neue Orgel der Firma Metzler Orgelbau in Dietikon eingebaut. Sie verfügt über 46 Register auf drei Manualen und Pedal. Sie gilt als das grösste rein mechanische Orgelwerk der Schweiz.
Neben der Hauptorgel gibt es noch eine Chororgel, die schon 1979 ebenfalls von der Orgelbauwerkstatt Metzler geliefert wurde und vorübergehend eine nicht weiter bekannte und während der letzten grossen Kirchenrenovierung entfernte Orgel von 1864 ersetzte. Sie ist einmanualig und verfügt über neun Register.

## Glocken
Aus dem hohen gotischen Turm der Stadtkirche Zofingen erklingt ein mächtiges und feierliches Grossgeläut aus Bronzeglocken. «Wachet auf ruft uns die Stimme» (mit verdoppeltem Grundton) lautet die gewählte Tonreihenfolge auf Ges°. Das Geläut besteht aus sechs Kirchenglocken. Die kleinste und älteste stammt aus dem Jahre 1403, die anderen wurden 1929 in der Glanzzeit von H. Rüetschi in Aarau gegossen. Die Glocken sind von sonorem und grundtönigen Klang. Das Zofinger Geläut gilt als eines der schönsten Rüetschigeläute.
Daten der Glocken:
| Glocke | Name            | Gewicht    | Schlagton |
| ------ | --------------- | ---------- | --------- |
| 1      | Matthäusglocke  | 6867 kg    | Ges°      |
| 2      | Markusglocke    | 3506 kg    | B°        |
| 3      | Lukasglocke     | 2050 kg    | des′      |
| 4      | Johannesglocke  | 1463 kg    | es′       |
| 5      | Paulusglocke    | 779 kg     | ges′      |
| 6      | Mauritiusglocke | ca. 300 kg | as′       |